# Lachnum controversum
Lachnum controversum är en svampart som först beskrevs av Mordecai Cubitt Cooke, och fick sitt nu gällande namn av Rehm 1889. Lachnum controversum ingår i släktet Lachnum och familjen Hyaloscyphaceae.  Arten är reproducerande i Sverige. Inga underarter finns listade i Catalogue of Life.